# أوسكار أومبرتو ميخيا فيكتوريس
كان اللواء أوسكار أومبرتو ميخيا فيكتوريس (9 ديسمبر 1930 - 2 فبراير 2016) هو الرئيس السابع والعشرون لغواتيمالا من 8 أغسطس 1983 إلى 14 يناير 1986. وعضو سابق في الجيش الغواتيمالي، وكان رئيساً خلال قمة فترة القمع ونشاط فرق الموت في أمريكا الوسطى. عندما كان وزيرا للدفاع، حَشَدَ لانقلاب ضد إفراين ريوس مونت، ثم أصبح رئيس غواتيمالا، مبرراً ذلك بأن الحكومة تتعرض للإيذاء من قِبل المتطرفين دينياً. وخلال فترة حكمه سمح بالعودة إلى الديمقراطية، مع انتخابات لجمعية تأسيسية في عام 1984 تليها انتخابات عامة في عام 1985.

## روابط خارجية
- Oscar Humberto Mejía Victores, Trial Watch Profile, TRIAL[وصلة مكسورة]
- Military History in Guatemala
- Inter Press Service News Agency: A Glimmer of Hope for Genocide Victims' Families